# Будинок Врангеля
Будинок Врангеля (рос. Дом Врангеля) — будівля в Ростові-на-Дону, побудована в 1885 році за проектом архітектора Миколи Дорошенко. У цьому будинку провів дитячі та юнацькі роки один з головних керівників Білого руху Петро Миколайович Врангель. Будинок Врангеля має статус об'єкта культурної спадщини регіонального значення. В даний час будівля знаходиться в поганому стані і потребує реставрації.

## Історія
Особняк в Казанському (нині Газетному) провулку був побудований в 1885 році за проектом архітектора Миколи Олександровича Дорошенко. Будинок спершу належав різним власникам, але незабаром його викупив барон Микола Єгорович Врангель. В особняку проживала вся сім'я Врангелів. Микола Єгорович був вченим-мистецтвознавцем, письменником і колекціонером антикваріату. Його дружина Марія Дмитрівна відома як ініціатор відкриття першої ростовської жіночої недільної школи. Їх старший син Петро Миколайович Врангель став одним з лідерів Білого руху в роки Громадянської війни.
Після приходу радянської влади будівлю було націоналізовано і в ньому розмістився дитячий садок № 68 «Вогник». У 1990-х роках дитячий садок був закритий і з тих пір будівля перебувала в запустінні. Постановою глави адміністрації Ростовської області № 411 від 9 жовтня 1998 року будинок Врангеля було взято під державну охорону як об'єкт культурної спадщини регіонального значення. У 2006 році порожня будівля було безоплатно передано Ростовської єпархії в оренду з умовою проведення робіт з його відновлення. Єпархія планувала провести реставрацію будівлі і влаштувати в ньому просвітницький центр і музей. У 2011 році в будинку планувалося створення музею А. В. Солженіцина, експозиція якого була б присвячена епосі, співзвучною обом діячам. Однак знайти кошти на реставрацію будинку Врангеля в Ростовській єпархії не змогли. Тільки в 2012 році була замінена покрівля та встановлені тимчасові склопакети. У цілому і загальному за минулі шість років будівля прийшла в украй плачевний стан. У вересні 2011 року у будівлі була проведена громадська акція по залученню уваги до стану архітектурного пам'ятника. У березні 2013 року Ростовська єпархія продала будинок Врангеля за 9 мільйонів рублів. На виручені кошти Єпархія провела реставрацію собору Різдва Пресвятої Богородиці. Новим власником будівлі стало ТОВ «Управління механізації».
У 2015 році на нараді міської адміністрації піднімалося питання про знесення будинку і зведенні його копії на колишньому місці. Відновлення пам'ятки архітектури оцінювалося в 130 млн рублів, споруда копії ― лише 20. Ідея знесення будівлі була рішуче розкритикована представниками громадськості.
У 2016 році планувалося провести реконструкцію будівлі та влаштувати у ньому молодіжний клуб. За попередніми оцінками витрати на реконструкцію повинні були скласти близько 115 мільйонів рублів.
Після реставрації будинок повинен буде стати музеєм Врангеля. За словами глави адміністрації міста Ростов-на-Дону Сергія Горбаня, реставраційні роботи, швидше за все, мають бути проведені інвестором, а міська влада орендують відремонтований будинок, у якому розгорнеться експозиція, присвячена генералу періоду історії кінця XIX ― початку XX століття. На думку влади, це могло б послужити на користь місту в плані його привабливості для туристів.
Станом на початок 2017 року, будівлю так і не було остаточно відреставровано і, більш того, зазнало акту вандалізму.

## Архітектура та оформлення
Головний фасад будівлі, що виходить на Газетний провулок, має багатий декор. Він розділений на різні за функціональним призначенням приміщення: житлові та допоміжні. Головний вхід акцентовано двухколонным доричним портиком, увінчаним прямокутним аттиком. В інтер'єрі частково збереглася старовинна ліпнина.

## Галерея

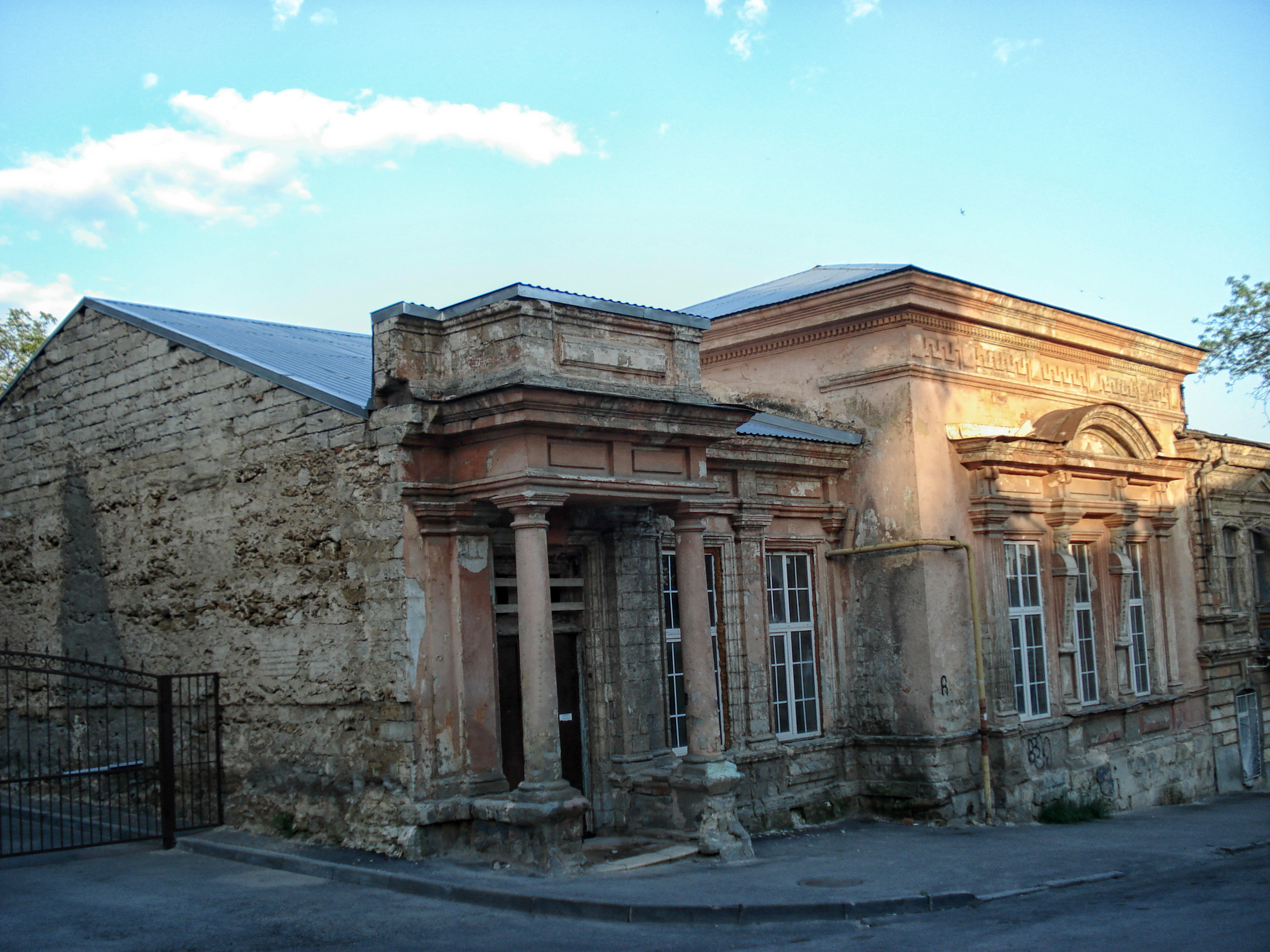
Будинок Врангеля
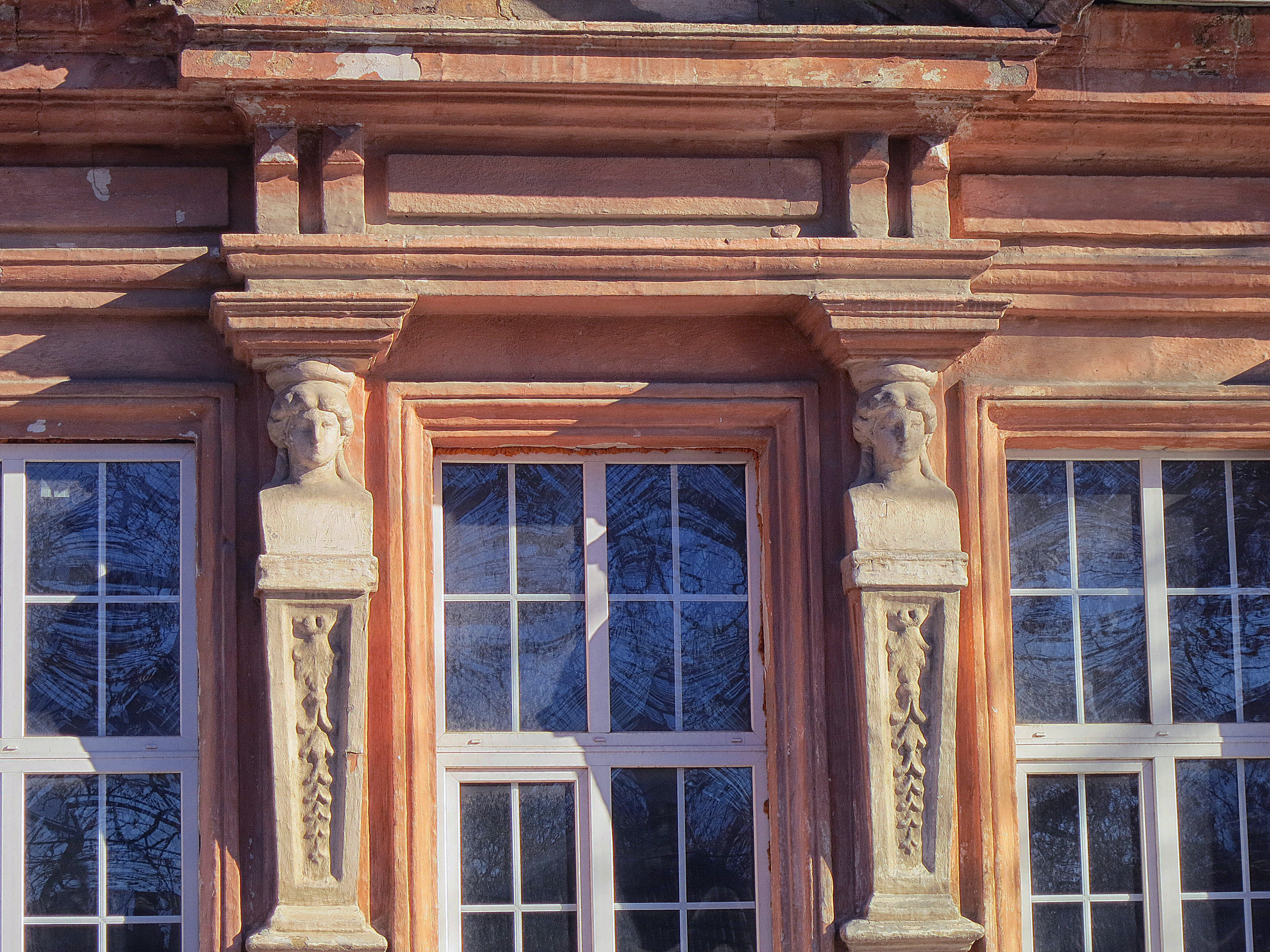
Фасад
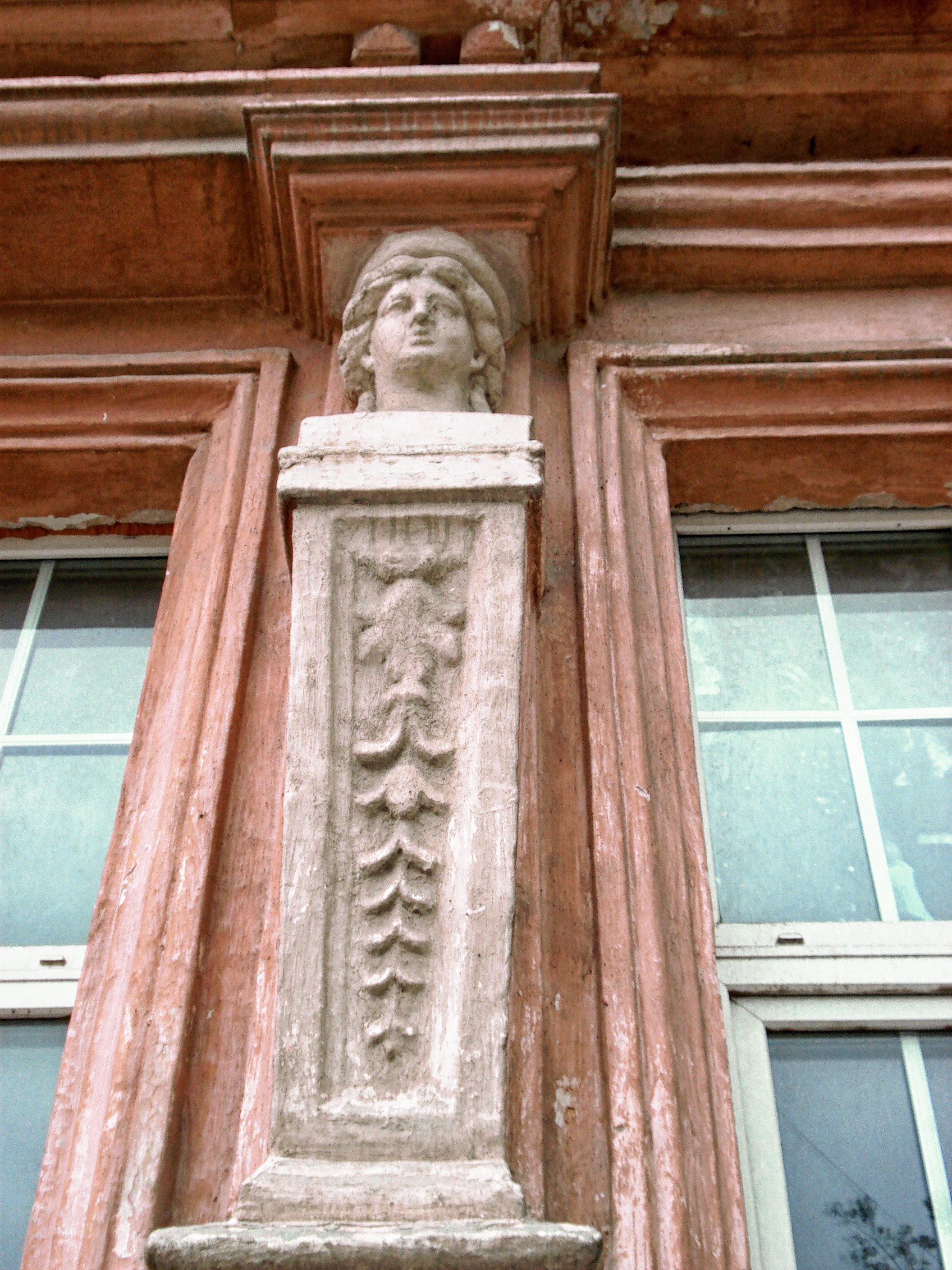
Прикраса фасаду